# E-poslovanje
Elektroničko poslovanje, skraćeno e-poslovanje, sustav je izvršavanja svih sastavnica poslovne djelatnosti ekonomskog procesa elektroničkim putem, odnosno stvaranje dodatnih vrijednosti koristeći se ICT tehnologijama.

## Obilježja
- Elektroničkim poslovanjem povećava se tržišna konkurentnost i ostvaruju značajne uštede u odvijanju i obradi poslovnih procesa.
- Informacijska tehnologija omogućuje elektroničkim poslovanju aktivnu uloga u poboljšanju kvalitete i ubrzanju poslovnih procesa.
- Poslovanje se odvija na temelju poslovnih komunikacija i dokumentacije, koje se izrađuju, obrađuju, prenose i pohranjuju u digitalnom (mrežnom) obliku.
- Informacijska tehnologija za elektroničko poslovanje omogućuje veću proizvodnost i motiviranost.
- Nadopuna je i nadogradnja dosadašnjih oblika poslovanja. Uvođenjem elektroničkog poslovanja neki uredski poslovi ostaju isti, neki se poboljšavaju i izvode drugačije, a u nekim dijelovima pojavljuju se i novi uredski poslovi.
- Uvođenjem informacijske tehnologije u poslovanju ureda treba se provoditi usporedno s izobrazbom zaposlenika kako bi se novi i poboljšani radni procesi usvojili i primijenili u što kraćem roku.
- Elektroničko poslovanje se može usko povezati s elektroničkim uredskim poslovanjem.

E-poslovanje je poslovna pretvorba temeljena na:
- Udruživanju poduzeća (integracija),
- Procesu suradnje
- Globalnog mrežnog povezivanja
- Uporabom Interneta kao sredstva komunikacije i poslovanja

Internetsko i elektroničko poslovanje omogućuje:
- Povezivanje dobavljača
- Brzu, trenutnu razmjenu informacija
- Objedinjavanje svih procesa unutar lanca vrijednosti
- Značajno snižavanje troškova, a time i cijene proizvoda i usluga
- Manje količine inventara
- Kraći poslovni ciklus
- Veću kvalitetu proizvoda i usluga
- Niže cijene oglašavanja i prodaje
- Nove prilike i mogućnosti prodaje

## Prednosti i nedostaci
Prednost E- poslovanja ta što ono može poboljšanim marketingom povećati prodaju, kao i veličinu prodajnog programa te smanjiti troškove vezane za upite kupca.  E-poslovanje proširuje tržište poslovanja i time povećava različite mogućnosti kupovine. Kupcima su informacije o proizvodima i uslugama dostupnije, imaju veći izbor proizvoda po nižim cijenama, a kupovina im postaje praktičnija i prilagodljivija zbog dužeg radnog vremena, tj. dostupnosti proizvoda 24 sata dnevno sedam dana u tjednu. E-poslovanjem smanjuju se transakcijski troškovi kojima su izloženi i kupci i proizvođači. Ono smanjuje transakcijske troškove tako da poboljšava tok informacija i poboljšava koordinaciju aktivnosti. Jednom kad je prednost E-poslovanja prepoznata, unutar pojedine tvrtke, najvažnije što menadžeri i tehničko osoblje trebaju razmotriti jest infrastruktura internetski zasnovanog poslovanja, od pojedinačnog internetskog poslužitelja što je povoljno za manju tvrku pa sve do sustava informacijski intenzivne on-line obrade transakcija kakve grade velike zrakoplovne kompanije i turističke agencije.
Nedostaci E–poslovanja i E-trgovine kriju se u prebrzom mijenjanju tehnologije i međunarodnim kulturološkim i zakonskim poteškoćama. Također, neki proizvodi nisu prikladni za ovaj vid prodaje (lako kvarljivi proizvodi).